# Zosterop de Kirk
El zosterop de Kirk (Zosterops kirki) és un ocell de la família dels zosteròpids (Zosteropidae).

## Hàbitat i distribució
Habita boscos i vegetació secundària de les terres baixes de Grande Comore.